# Ps
ps (англ. process status) — утиліта в UNIX та Unix-подібних системах, яка відображає докладну інформацію про запущені процеси у вигляді списку.

## Опис
Утиліта використовується для перегляду відфільтрованого списку процесів. Опції фільтрування задаються параметрами командного рядка. Без параметрів команда ps показує лише процеси запущені поточним користувачем у віртуальному терміналі, в якому вона виконується:
```
tux@linux:~$ ps
  PID TTY          TIME CMD
31353 pts/1    00:00:00 bash
31408 pts/1    00:00:00 ps
```

Щоб переглянути список процесів, що змінюється у реальному часі, необхідно використовувати програму top.

## Параметри фільтрування
-AВибрати всі процеси для відображення. Те саме, що й «-e».
TВибрати всі процеси, які були запущені у цьому ж терміналі.
-aУсі процеси, крім головних системних процесів та тих, що були запущені за межами поточного термінала.
-dУсі, крім головних системних.
-eВсі процеси. Аналог «-A».
aПроцеси зв'язані з поточним терміналом і процеси інших користувачів.
rТільки процеси, що працюють.
xПроцеси, які не пов'язані з жодним з терміналів.
-NІнвертування параметрів.

Є параметри, які роблять можливим фільтрування за іменем користувача, іменем групи або терміналом, з якого було запущено процес. Ось кілька корисних опцій:

-СФільтрування за іменем виконуваного файла, наприклад:
$ ps -C "firefox pidgin"
-UФільтрування за іменем користувача, який запустив програму, або його ідентифікатором:
$ ps -U "tux root"
-tФільтрування за терміналом, з якого було запущено процес:
$ ps -t "tty1 tty2 tty5"

## Приклади використання
Показати в якого користувача працює програвач «Amarok»:
```
root@linux:~# ps -C "amarokapp" -f
UID        PID  PPID  C STIME TTY          TIME CMD
tux      29011     1  4 21:16 ?        00:00:31 amarokapp
```

Відобразити процеси, що працюють:
```
tux@linux:~$ ps -e r
  PID TTY      STAT   TIME COMMAND
13608 pts/1    R+     0:00 ps -e r
19268 ?        Rl     0:07 gnome-terminal
23888 pts/1    Rs     0:00 bash
```

Вивести на екран процеси, що не працюють (наприклад, очікують відповіді користувача, призупинені процеси, процеси-зомбі):
```
tux@linux:~$ ps -e r -N
  PID TTY      STAT   TIME COMMAND
    1 ?        Ss     0:00 /sbin/init
    2 ?        S<     0:00 [kthreadd]
    3 ?        S<     0:00 [migration/0]
......
```

## Інші параметри командного рядка
В утиліти є багато параметрів, докладніше про які можна прочитати на сторінках man:
- GNU/Linux [Архівовано 15 вересня 2008 у Wayback Machine.]
- FreeBSD [Архівовано 6 травня 2015 у Wayback Machine.]